# Condado de Canyon
O Condado de Canyon (em inglês:  Canyon County) é um dos 44 condados do estado americano do Idaho. A sede do condado é Caldwell, e sua maior cidade é Nampa. Foi fundado em 7 de março de 1891.
O condado possui uma área de 1 563 km², dos quais 1 521 km² estão cobertos por terra e 42 km² por água, uma população de 188 923 habitantes, e uma densidade populacional de 124,2 hab/km² (segundo o censo nacional de 2010). É o segundo condado mais populoso do Idaho.